# Usch (Nordukraine)
Der Usch (ukrainisch Уж) ist ein 256 km langer, rechter Nebenfluss des Prypjat in Polesien in der Ukraine.
Er entwässert ein Areal von 8080 km² und wird hauptsächlich von der Schneeschmelze gespeist. Der mittlere Abfluss 16 km oberhalb der Mündung beträgt 24,7 m³/s. Der Fluss gefriert gewöhnlich zwischen November und der ersten Februarhälfte. Zwischen März / Mitte April wird er wieder eisfrei.

## Verlauf
Der Usch entspringt in der Oblast Schytomyr und fließt zunächst in nordöstlichen Richtung. Ab der in Folge der Nuklearkatastrophe von Tschernobyl verlassenen Siedlung Poliske (Oblast Kiew) fließt der Usch in östliche Richtung. Kurz vor seiner Mündung unterhalb der ebenfalls verlassenen Stadt Tschornobyl fließt ihm die Weresna (Вересна) von rechts zu. Der Prypjat mündet wenig später in den Dnepr. Die Mündungsstelle befindet sich schon im Bereich des Kiewer Stausees.